# Travanca de Tavares

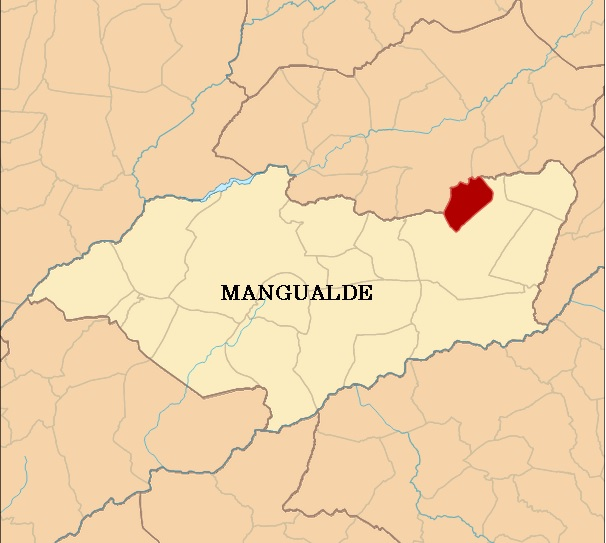
Localização no Município de Mangualde

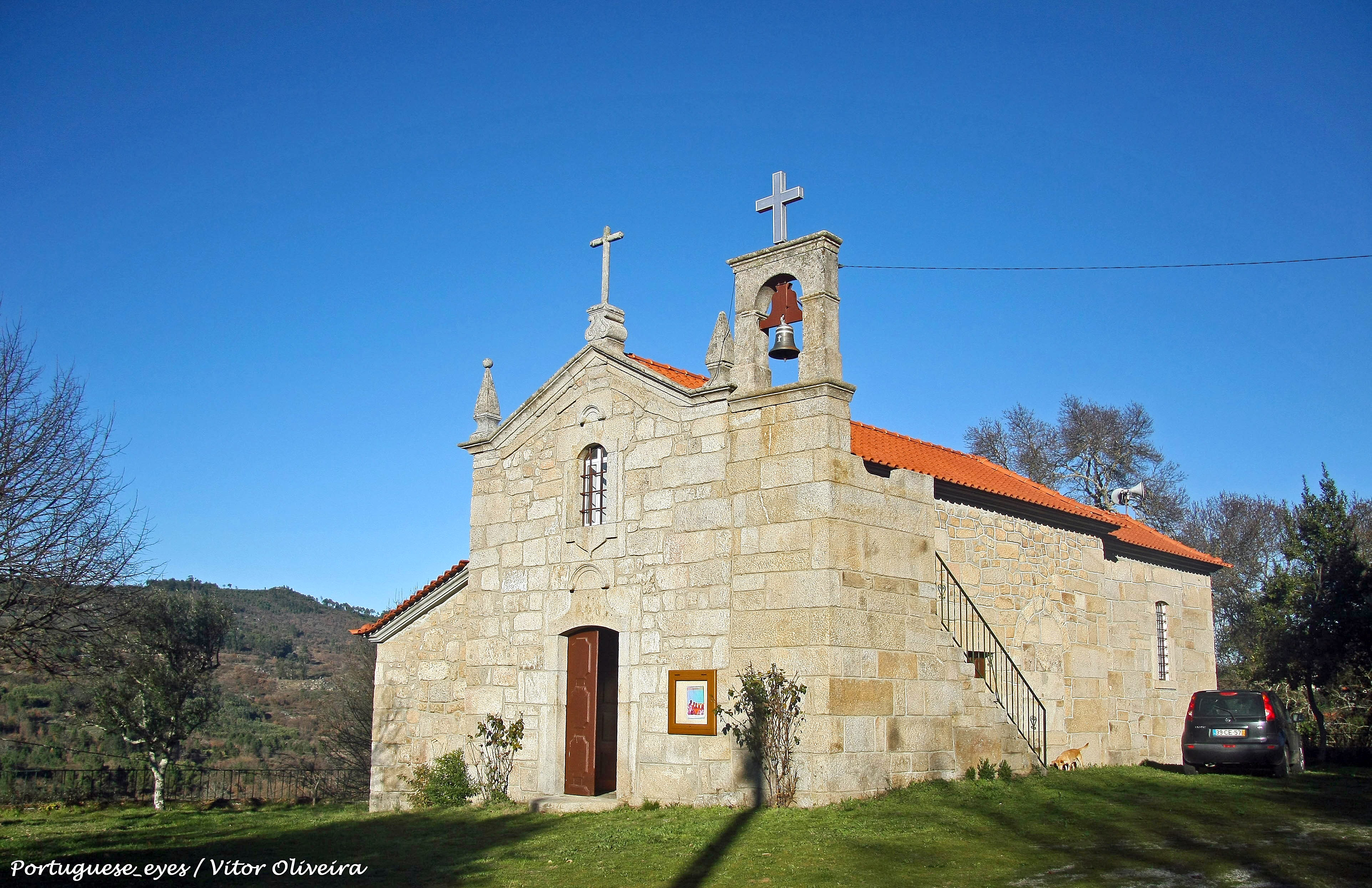
Igreja Matriz de Travanca de Tavares

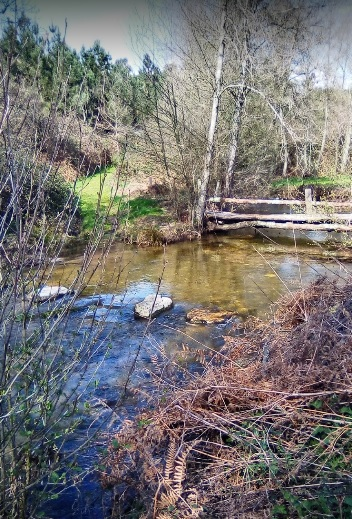
Travanca de Tavares

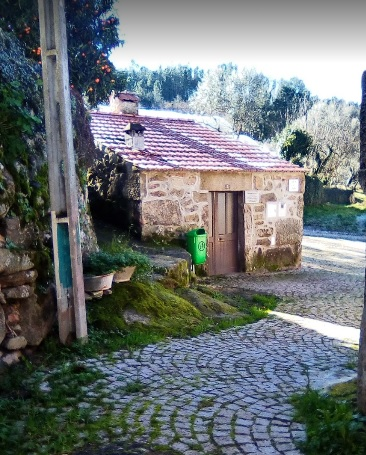
Forno Comunitário

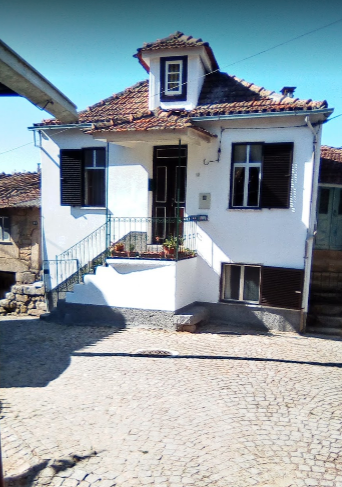
Rua do Eirô

Travanca de Tavares é uma povoação portuguesa do Município de Mangualde que foi sede da extinta Freguesia de Travanca de Tavares, freguesia que tinha 4,17 km² de área e 114 habitantes (2011), e, por isso, uma densidade populacional de 27,3 hab/km².
A Freguesia de Travanca de Tavares foi extinta (agregada) pela reorganização administrativa de 2012/2013, sendo o seu território integrado na então criada União de Freguesias de Tavares (Chãs, Várzea e Travanca).

## População
| População da freguesia de Travanca de Tavares | População da freguesia de Travanca de Tavares | População da freguesia de Travanca de Tavares | População da freguesia de Travanca de Tavares | População da freguesia de Travanca de Tavares | População da freguesia de Travanca de Tavares | População da freguesia de Travanca de Tavares | População da freguesia de Travanca de Tavares | População da freguesia de Travanca de Tavares | População da freguesia de Travanca de Tavares | População da freguesia de Travanca de Tavares | População da freguesia de Travanca de Tavares | População da freguesia de Travanca de Tavares | População da freguesia de Travanca de Tavares | População da freguesia de Travanca de Tavares |
| --------------------------------------------- | --------------------------------------------- | --------------------------------------------- | --------------------------------------------- | --------------------------------------------- | --------------------------------------------- | --------------------------------------------- | --------------------------------------------- | --------------------------------------------- | --------------------------------------------- | --------------------------------------------- | --------------------------------------------- | --------------------------------------------- | --------------------------------------------- | --------------------------------------------- |
| 1864                                          | 1878                                          | 1890                                          | 1900                                          | 1911                                          | 1920                                          | 1930                                          | 1940                                          | 1950                                          | 1960                                          | 1970                                          | 1981                                          | 1991                                          | 2001                                          | 2011                                          |
| 290                                           | 285                                           | 287                                           | 305                                           | 298                                           | 297                                           | 365                                           | 306                                           | 325                                           | 276                                           | 201                                           | 185                                           | 179                                           | 155                                           | 114                                           |

| Distribuição da População por Grupos Etários | Distribuição da População por Grupos Etários | Distribuição da População por Grupos Etários | Distribuição da População por Grupos Etários | Distribuição da População por Grupos Etários | Distribuição da População por Grupos Etários | Distribuição da População por Grupos Etários | Distribuição da População por Grupos Etários | Distribuição da População por Grupos Etários | Distribuição da População por Grupos Etários |
| -------------------------------------------- | -------------------------------------------- | -------------------------------------------- | -------------------------------------------- | -------------------------------------------- | -------------------------------------------- | -------------------------------------------- | -------------------------------------------- | -------------------------------------------- | -------------------------------------------- |
| Ano                                          | 0-14 Anos                                    | 15-24 Anos                                   | 25-64 Anos                                   | > 65 Anos                                    |                                              | 0-14 Anos                                    | 15-24 Anos                                   | 25-64 Anos                                   | > 65 Anos                                    |
| 2001                                         | 16                                           | 16                                           | 63                                           | 60                                           |                                              | 10,3%                                        | 10,3%                                        | 40,6%                                        | 38,7%                                        |
| 2011                                         | 18                                           | 8                                            | 48                                           | 40                                           |                                              | 15,8%                                        | 7,0%                                         | 42,1%                                        | 35,1%                                        |

Média do País no censo de 2001:  0/14 Anos-16,0%; 15/24 Anos-14,3%; 25/64 Anos-53,4%; 65 e mais Anos-16,4%
Média do País no censo de 2011:   0/14 Anos-14,9%; 15/24 Anos-10,9%; 25/64 Anos-55,2%; 65 e mais Anos-19,0%

## Património
- Igreja Paroquial de Travanca de Tavares.